# Ivan Kuret
Ivan Kuret (Split, 22. prosinca 1971. -) hrvatski političar (HDZ), gradonačelnik Splita od 17. srpnja 2007. do svibnja 2009.

Funkciju gradonačelnika Splita je preuzeo od Zvonimira Puljića koji je smijenjen na inzistiranje liste Velog Mista.
Na lokalnim izborima 2009. nije prošao u drugi izborni krug.
Prije političke karijere bavio se športskim jedrenjem. Bio je član JK Labud iz Splita. Nastupio je na Olimpijskim igrama 1996.
Brat je Karla Kureta, hrvatskog olimpijca u jedrenju i sin Lea Kureta, bivšeg direktor ACI marine u Splitu.